# Basalys collaris
Basalys collaris är en stekelart som beskrevs av Jean-Jacques Kieffer 1911. Basalys collaris ingår i släktet Basalys, och familjen hyllhornsteklar. Arten är reproducerande i Sverige.